# سعيد تايه
سعيد تايه هو شاعر أردني وُلد في بلدة صخرة بمحافظة عجلون شمال الأردن. نشأ في بيئة قروية بسيطة، حيث كانت الطبيعة المحيطة مصدر إلهام كبير له، مما انعكس في أشعاره التي تتميز بصور بلاغية عميقة. تلقى تعليمه الابتدائي والثانوي في مدارس بلدته، وأظهر منذ صغره شغفًا باللغة العربية والأدب. لاحقًا، تابع تعليمه الجامعي وتخصص في اللغة العربية وآدابها، مما ساهم في تطوير أسلوبه الشعري المميز.
من أبرز أعماله ديوان "قصائد حميمة"، الذي نُشر عن وزارة الثقافة الأردنية، و"ديوان شعر من ثلاثة أجزاء"، بالإضافة إلى ديوان "قصائد من الوجدان" الصادر عام 2018 عن دار زهرات للنشر.
يُعتبر تايه عضوًا في اتحاد الكتّاب والأدباء الأردنيين، وقد شارك في العديد من الأمسيات الثقافية والأدبية، حيث قُدمت قراءات نقدية لأعماله، مشيدةً بلغته العصرية وأسلوبه الرشيق في التعبير عن المشاعر الإنسانية والوطنية.

## الحياة المبكّرة والتعليم
ولد في بلدة صخرة بمحافظة عجلون شمال الأردن. ترعرع في بيئة قروية بسيطة، كانت الطبيعة المحيطة مصدر إلهام كبير له وأثرت على أشعاره التي تتميز بالصور البلاغية العميقة.

أما عن تعليمه، فقد التحق بالمدارس المحلية في بلدته، وأظهر منذ صغره شغفًا كبيرًا باللغة العربية والأدب. لاحقًا، تابع تعليمه الجامعي وتخصص في اللغة العربية وآدابها، مما ساهم في صياغة أسلوبه الشعري الفريد والمميز.

## المسيرة المهنيّة
صدر لسعيد تايه أول ديوان شعري منشور بعنوان «قصائد حميمة» عن وزارة الثقافة، كما صدر له ديوان شعري ثاني حمل عنوان «ديوان شعر من ثلاثة أجزاء»، وهي: صدى الوجدان، وأشجان، وفيض الخاطر. حقَّق الديوان الأخيرة شهرة في الأوساط الأدبيّة كما استُقبل بحفاوة من بعض النقاد فأكّد بعضهم – في مراجعات أو قراءات نقديّة – أنّ الشاعر «حاك قصائده بلغة متداولة ساعدت كثيرًا بتساوق العبارات، وتدفقت بعذوبة ... مفردات [الديوان] متداولة غير شاذة لا تقعر فيها و لا غرابة أو خشونة، معروفة المعاني كثيرة الدلالات منتقاة بحكمة لتخدم الفكرة والوصف ورسم الصور البديعية الجميلة بدقة». لقد ركّز سعيد في ديوانه الشعري هذا على مجموعة من القصائد التي كانت في الغالب تصف المرأة الحبيبة وتتغزل فيها وكنهها وتصور هيام الشاعر بمحبوبته.
أصدر الشاعر سعيد تايه عام 2018 ديوانه الشعري المعنوان «قصائد من الوجدان» عن دار زهرات للنشر، وقدم قراءة نقدية للديوان نائب رئيس جامعة آل البيت الدكتور محمد الدروبي. حقَّق الديوان الشعري نسب مبيعات مقبولة كما أُشيد به من قِبل النقاد. يُعتبر هذا الديوان هو الديـوان الخامس الذي صدر بعــد أعمال سعيد الشعـريـة السابقة، وصـيغـت أشعار هـذا الـديوان شأنها شأن الدواوين السابقـة بأسلوب بلغـة عصريـة حديـثـة وواضحـة ومفهومة المعنى والمغزى بحسب الشاعر نفسه.
نشر سعيد أيضًا ديوانًا آخر بعنوان «أمير العاشقين»، في حين قدم قراءة نقدية للديوان عليان الجالودي وديب العكش. تميّز هذا الديوان بعدم تركيزهِ على موضوعٍ واحدٍ بل أربعة موضوعات أساسية تتمثل في الوطنيات والاجتماعيات والدينيات ثم الغزليات. غاص هذا الديوان – حسب كلام النقاد – في أعماق النفس البشرية وما يعتريها من مشاعر وأحاسيس إنسانية في أوقات الرضا والحب المجنح في اعلى تجلياته ومعانيه. في قراءته النقديّة قال العكش عن هذا الديوان: «لقد أبدع الشاعر في قصائد ديوانه من خلال التنقل بالقوافي ولغة عالية التبيان رشيقة المعنى كاملة الأوزان بلغة عصرية حديثة مفعمة بالمشاعر والأحاسيس.»

## قائمة أعماله
قدم مجموعة مميزة من الأعمال الأدبية والشعرية التي تعكس رؤيته الإبداعية ومواقفه الوطنية والإنسانية. من بين أعماله البارزة:
1. ديوان "قصائد حميمة"
  - يتناول مواضيع إنسانية ووطنية بلغة شعرية بسيطة ومؤثرة.
2. "ديوان شعر من ثلاثة أجزاء"
  - يحتوي على مجموعة من القصائد التي تعبر عن قضايا متنوعة بأسلوب يعكس تطور تجربته الشعرية.
3. ديوان "قصائد من الوجدان" (2018)
  - صدر عن دار زهرات للنشر، ويجمع قصائد وجدانية عميقة تعكس تجربته الإنسانية.
4. مشاركات أدبية في الملاحق الثقافية والصحف الأردنية
  - نشر العديد من قصائده في الصحف الأردنية، مثل صحيفة "الدستور" و"الرأي"، والتي نالت استحسان القراء والنقاد.

هذه قائمةٌ بأبرز أعمال الكاتب والشاعر الأردني سعيد تايه:
الدواوين الشعريّة
- قصائد حميمة[14]
- ديوان شعر من ثلاثة أجزاء[15]
- قصائد من الوجدان[16]
- أمير العاشقين[17]

القصائد
- أقول لها
- تيهي على بدر البدور
- أريدك وحدي
- عودي كما عاد الربيع
- أرض القداسات
- بادرة الأحلام
- مكاشفة صريحة
- درب الأخوة